# Demetri (Argolica)
Demetri (Demetrius, Δη?ητριος) fou un escriptor grec del que només se sap que fou l'autor de l'obra "Argolica". L'esmenta Climent d'Alexandria (Climent d'Alexandria Protrept. p. 14).